# Peter Ritter
Pour les articles homonymes, voir Ritter.
Peter Ritter, né le 2 juillet 1763 à Mannheim dans le Palatinat du Rhin et mort le 31 juillet 1846 dans sa ville natale, est un violoncelliste et compositeur badois de musique classique.

## Biographie
Peter Ritter, né ou baptisé le 2 juillet 1763 à Mannheim dans le Palatinat du Rhin, un État du Saint-Empire romain germanique, est le fils du hautboïste Georg Wilhelm Ritter (1721-1814) qui travaille depuis 1756 dans l'orchestre de la cour du prince-électeur de Palatinat Charles-Théodore,,,,,, un orchestre qui était considéré au XVIIIe siècle comme l'orchestre le plus réputé et le plus talentueux de toute l'Europe et entrera dans l'histoire de la musique sous le nom d'école de Mannheim ou « Mannheimer Schule »,.
Peter Ritter étudie le violoncelle à Mannheim avec les violoncellistes Anton Fils et Innocenz Danzi puis la composition avec Georg Joseph Vogler, comme Giacomo Meyerbeer et Carl Maria von Weber,,,,,,,.
Ritter donne son premier concert à l'âge de 13 ans et sa première symphonie est jouée en concert en 1779 alors qu'il a 16 ans,.
Lorsque le prince-électeur de Palatinat Charles-Théodore devient Charles-Théodore de Bavière en 1778, il transfère  sa cour de Mannheim à Munich, ainsi que son orchestre qui fusionne avec l'orchestre de la cour de Munich (la « Münchener Hofkapelle »). Lors du transfert, environ 60 % des musiciens choisissent de suivre leur prince à Munich, alors que les autres (au nombre desquels le maître de chapelle Ignaz Holzbauer et le violoniste virtuose Georg Czarth) restent à Mannheim comme membres du Théâtre National et d'un « Concert d'Amateurs » doté par le prince-électeur,. Peter Ritter, qui n'est alors âgé que de 15 ans, choisit de rester à Mannheim, tout comme le jeune violoncelliste Franz Danzi, un autre élève de Vogler, né en 1763 comme lui, et engagé dans l'orchestre quelques semaines seulement avant le transfert,,.
Peter Ritter et Franz Danzi partagent le pupitre des violoncellistes au Théâtre National de Mannheim de 1778 à 1783, année où Franz Danzi quitte Mannheim pour prendre la succession de son père Innocenz Danzi à Munich : Ritter devient alors le premier violoncelliste de l'orchestre,,,,.
Peter Ritter voyage ensuite en Allemagne et se rend en 1785 à la cour de Berlin où il visite le violoncelliste français Jean-Pierre Duport dit Duport l'aîné,,. Ritter compose des quatuors à cordes pour le couronnement du roi de Prusse Frédéric-Guillaume II.
Le 13 février 1787, il épouse la cantatrice Katharina Baumann, dont il aura deux fils : Heinrich Ritter et Karl August RitterKarl August Ritter (1800–1878), baryton,.
À Mannheim après 1778, l'accent est mis principalement sur le théâtre, et Ritter s'illustre dans la composition de Singspiele, des opéras-comiques joués et chantés en allemand.
Durant les guerres napoléoniennes, qui sont dévastatrices pour Mannheim, Peter Ritter est un des rares musiciens qui restent à Mannheim, où il travaille souvent sans être payé et recourt à l'utilisation de musiciens amateurs de la ville pour pallier l'amenuisement des ressources de la cour, ce qui lui vaut d'être nommé en 1801 Kapellmeister et chef d'orchestre de l'Opéra-Comique (Singspiel),,,.
Lorsque, en 1803, le Palatinat est dissous et Mannheim est rattachée à l'électorat de Bade, Peter Ritter reste Kapellmeister. En 1806, il se produit devant Napoléon Ier à Karlsruhe.
Il prend sa retraite à Mannheim en 1823,,.
Peter Ritter meurt à Mannheim le 31 juillet 1846,.

## Œuvre
La musique de Peter Ritter comporte 24 Singspiele, 2 oratorios, 2 symphonies, un concerto pour piano, 12 concertos pour violons, 12 quatuors, 2 duos pour violoncelle et 7 sonates pour violoncelle.
Selon Bertil van Boer, sa musique est caractérisée par un sens inventif de l'harmonie et, dans ses œuvres vocales, de bonnes mélodies lyriques. Van Boer ajoute que Ritter a été cité comme modèle pour la composition de Singspiele par des compositeurs du début du XIXe siècle comme Carl Maria von Weber.